# Conselho de Comando das Forças Armadas do Norte
Conselho de Comando das Forças Armadas do Norte (em francês:  Conseil de Commandement des Forces Armées du Nord, CCFAN) foi um exército rebelde do Chade ativo durante a Guerra Civil Chadiana. Originalmente chamado de Segundo Exército de Libertação da Frente de Libertação Nacional do Chade (FROLINAT), e foi um dos grupos originais em rebelião contra o regime de François Tombalbaye. Mas, em 1971, quando o novo secretário-geral da FROLINAT, Abba Siddick, tentou unificar todas as forças insurgentes em campo, o segundo exército de libertação sob Hissène Habré rebelou-se e renomeou-se Conselho de Comando das Forças Armadas do Norte em 1972. Composto pelos tubus ativos na Prefeitura de Borkou-Ennedi-Tibesti, primeiro sob o comando de Goukouni Oueddei e depois sob o comando de Habré, envolveu-se uma amarga luta com o Primeiro Exército de Libertação da FROLINAT, fiel a Siddick, no início dos anos 1970. Após a ruptura entre Habré e Oueddei em 1976, os seguidores de Habré adotaram o nome de Forças Armadas do Norte (FAN), e os seguidores de Oueddei adotaram o nome de Forças Armadas Populares (FAP).